# Napolitanska pizza
Napolitanska pizza (italijansko pizza napoletana; neapeljsko pizza napulitana; slovensko Napoletana, Napolitana, tudi Neapeljska pica) je tipična italijanska okrogla pica, ki izvira iz mesta Neapelj.
Zanjo so značilni mehko in tanko testo ter visoki zapečeni robovi. Za to pico pa tradicionalno uporabljajo slivov paradižnik San Marzano, ki izvira iz italijanske pokrajine Kampanija, in ga tam tudi gojijo ali pa tudi grozdni paradižnik Pomodorino del Piennolo del Vesuvio, ki ga gojijo prav v Neaplju. In pa sir mocarela, tradicionalno proizveden v Kampaniji iz kravjega ali mediteransko bivoljega mleka.
Čeprav strogo gledano v tradiciji neapeljske kuhinje obstajata samo dve variaciji Napolitanske pice, to sta le Margerita in Marinara, pa obstaja veliko različic neapeljske pice, ki jih določajo različni nadevi.
Umetnost priprave te pizze je vključena na UNESCO seznam nesnovne kulturne dediščine.

## Recept
Po pravilih Associazione Verace Pizza Napoletana (AVPN), mora pravo testo biti sestavljeno iz pšenične moke, iz naravnega neapeljskega ali pivskega kvasa, soli in vode. Testo je vedno nemastno in brez sladkorja. Predpisi določajo, da mora biti testo narejeno predvsem iz srednje močne in fino mlete pšenične moke, pri čemer je največ 20 % močne moke (W vrednost nad 350). Od konca druge svetovne vojne v Italiji, ko je bila močna moka uvožena iz Kanade kot del Marshallovega načrta, se ta močna moka imenuje Manitoba moka. Idealno je, da testo v hladilniku vzhaja od 24 do 48 ur.
Testo je treba gnetiti ročno ali z mešalnikom pri nizki hitrosti. Po vzhajanju ga je treba oblikovati ročno brez pomoči valjarja ali drugega stroja in ne sme biti debelejši od 3 milimetrov. Peči se mora 60–90 sekund v pečici na drva pri 485 °C. Ko je kuhano, mora biti mehko, elastično, nežno in dišeče.

### Tradicionalni nadevi
| Pica             | Paradižnik | Mocarela | Bazilika | Ekstra deviško olje |
| ---------------- | ---------- | -------- | -------- | ------------------- |
| Margerita (1889) | 100x       | 100x     | 100x     | 100x                |
| Pica             | Paradižnik | Česen    | Origano  | Ekstra deviško olje |
| Marinara (1734)  | 180x       | 200x     | 220x     | 220x                |